# 여수화양고등학교
여수화양고등학교(麗水華陽高等學校)는 전라남도 여수시 화양면 화동리에 있는 공립 고등학교이다.

## 학교 연혁
- 1982년 11월 30일 : 여천화양고등학교(18학급) 설립인가
- 1983년 3월 1일 : 초대 정순철 교장 취임
- 1983년 4월 12일 : 개교 및 준공식
- 2001년 3월 1일 : 여수화양고등학교로 개명
- 2024년 12월 31일 : 제40회 졸업식(남 54명, 여 32명 계 86명) (총 졸업생수 6,623명)
- 2025년 3월 1일 : 제15대 남경민 교장 취임

## 참고 자료
- 여수화양고등학교 - 한국교육학술정보원 학교알리미